# Вимерсдорф
Вимерсдорф (нем. Wiemersdorf) — община в Германии, в земле Шлезвиг-Гольштейн. 
Входит в состав района Зегеберг. Подчиняется управлению Бад Брамштедт-Ланд.  Население составляет 1568 человек (на 31 декабря 2010 года). Занимает площадь 17,55 км².